# Ziemia Eryka Rudego

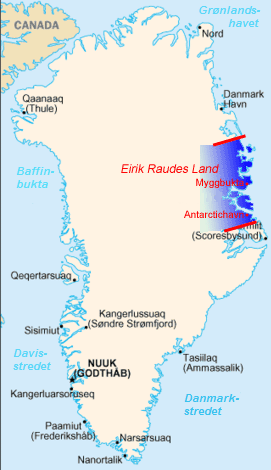
Mapa Grenlandii. Kolorem niebieskim oraz czerwonymi kreskami wytyczone granice Ziemi Eryka Rudego. Kropkami zaznaczone najważniejsze miejsca, w tym stolica – Myggbukta

Ziemia Eryka Rudego (norw. Eirik Raudes Land) – nazwa terenów lądowych Grenlandii pomiędzy 71°30'N a 75°40'N, które od 27 czerwca 1931 roku do 5 kwietnia 1933 roku były zajmowane przez Norwegię podczas sporu norwesko-duńskiego o Grenlandię.
Osadnictwo i działalność łowiecka na tych terenach rozpoczęły się już w średniowieczu i nasiliły w nowożytności. Obszar zyskał na znaczeniu jednak dopiero w na przełomie XIX i XX wieku, kiedy po odzyskaniu niepodległości przez Norwegię wzrosło wśród Norwegów poczucie nacjonalizmu i chęć kolonizacji terenów poza Półwyspem Skandynawskim. Jeden z głównych norweskich badaczy terenów polarnych Adolf Hoel, nacjonalistyczny prawnik i działacz polarny Gustav Smedal, oraz doświadczony traper i podróżnik Hallvard Devold opracowali plan prywatnej okupacji Grenlandii na rzecz Norwegii. Jego skutkiem było wbicie norweskiej flagi w osadzie Myggbukta 27 czerwca 1931 roku i ogłoszenie tego terenu Ziemią Eryka Rudego. 13 dni później norweski parlament zatwierdził okupację i ogłosił, iż od tej pory tereny te należą do Królestwa Norwegii. Strona duńska zgłosiła od razu sprawę do Stałego Trybunału Sprawiedliwości Międzynarodowej w Hadze. Trybunał orzekł o bezpodstawnej okupacji części Grenlandii i nakazał stronie norweskiej oddać tereny pod władanie Danii oraz zabrać ze sobą sprzęt tam dostarczony. 5 kwietnia 1933 roku oficjalnie zakończono okupację i zwrócono okupowane ziemie.

## Tło sporu
Pierwszymi europejskimi osadnikami na Grenlandii byli wikingowie z Islandii, którzy przybyli na wyspę w X wieku. W 1261 roku osady wikingów na Islandii i na Grenlandii przyjęły zwierzchnictwo królestwa Norwegii. Kontakt z królestwem zanikł w XV wieku – mieszkańcy osad na Grenlandii stopniowo wymarli. Wskutek najpierw unii kalmarskiej (1397), a potem unii realnej między Danią a Norwegią (1534–1814), ziemie na Grenlandii nie były przedmiotem sporu między Danią a Norwegią. Królestwo Danii i Norwegii rościło sobie prawa do wszystkich norweskich terytoriów zależnych na Islandii, Grenlandii, do Wysp Owczych, Szetlandów i Orkadów. Po nieudanej próbie rekolonizacji ziem Grenlandii w 1605 roku, w 1721 roku norweski pastor luterański Hans Egede (1686–1758) poprowadził duńsko-norweską misję na Grenlandię, by odnaleźć potomków dawnych osadników i przeprowadzić chrystianizację. Nie odnaleziono żadnych europejskich osadników, lecz nawiązano kontakty z Inuitami, z którymi podjęto wymianę handlową i założono faktorię handlową w Godthåb. Przychody z handlu miały finansować misję. Poszukiwaniem osadników, administracją kolonii i handlem z tubylcami zajmowała się prywatna korporacja Bergenkompagniet (duń. Det Bergen Grønlandske Compagnie), której statut ustanowił król Danii i Norwegii i która miała monopol na handel w regionie. Kompania zbankrutowała w 1727 roku, lecz jej działalność uznawana była za podstawę późniejszych roszczeń duńskich. W XVIII wieku, wobec działalności handlowej Wielkiej Brytanii i Niderlandów na Grenlandii, naruszającej duńskie interesy, królestwo Danii i Norwegii ufortyfikowało faktorię w Godthåb. W 1776 roku królestwo wprowadziło monopol państwowy na handel na Grenlandii, odmawiając dostępu zagranicznym rybakom i kupcom aż do 1950 roku.
W 1814 roku, po przegranej wojnie (Dania wspierała Francję w wojnach napoleońskich), na mocy traktatu kilońskiego królestwo Danii i Norwegii musiało oddać Szwecji Norwegię z wyjątkiem Grenlandii, Islandii i Wysp Owczych. Dania utrzymała monopol handlowy, a profity przeznaczono na rozwój Grenlandii. W praktyce działalność duńska ograniczała się do południowego i zachodniego wybrzeża Grenlandii, lecz w Norwegii obawiano się, że w przypadku braku oporu wobec dominacji duńskiej na Grenlandii, duński monopol handlowy zostanie wprowadzony na wschodnim wybrzeżu z negatywnymi konsekwencjami dla operacji norweskich na tym obszarze .
Na przełomie XIX i XX w. nacjonalizm norweski i dążenie Danii do wzmocnienia duńskiego statusu Grenlandii doprowadziły do napięć między nimi. W 1894 roku Dania założyła na wschodnim wybrzeżu osadę handlową Ammassalik i rozszerzyła swój monopol handlowy na wschodnie wybrzeże. Norwescy myśliwi i traperzy zintensyfikowali swoją działalność na północy. Po I wojnie światowej, Dania dążyła do ustanowienia pełnej kontroli nad Grenlandią pod pretekstem ochrony Inuitów.
Po uzyskaniu niepodległości w 1905 roku, Norwegia uważała Grenlandię za posiadłość norweską (od czasów kolonizacji przez Eryka Rudego) i nie uznała roszczenia duńskiego w stosunku do niezamieszkanej ziemi wyspy. Zwrócono uwagę, że traktat kiloński uprawnia Duńczyków jedynie do sprawowania władzy nad obszarami wykorzystywanymi komercyjnie, czyli nad zachodnim wybrzeżem. Reszta Grenlandii była, zdaniem Norwegii, Terra nullis, czyli ziemią niczyją . Dania uważała, że „Norwegowie nie potrafią wykazać swoich praw, a oni sami w wystarczającym stopniu wykonali działania w celu spełnienia swoich praw”.
W 1919 roku norweski minister spraw zagranicznych Nils Claus Ihlen (1855–1925) oświadczył, że Norwegia nie sprzeciwia się rozszerzeniu duńskich interesów na całą Grenlandię . W 1921 roku Dania wydała oświadczenie, w którym rozszerzyła swój monopol handlowy na całą wyspę . Decyzję tę rząd norweski uznał za naruszającą prawa Norwegii oraz norweskich wielorybników żyjących we wschodniej Grenlandii. W lipcu 1924 roku oba kraje podpisały traktat o Grenlandii Wschodniej stanowiący, że obydwa kraje mają równe prawa do polowania, rybołówstwa, działalności naukowej i tworzenia stacji meteorologicznych w niezamieszkanych częściach Grenlandii Wschodniej. Kwestia samego prawa do ziem Grenlandii miała zostać uregulowana później .

## Działania na terenie Grenlandii Wschodniej
Zarówno Norwegia jak i Dania podjęły działania na rzecz nabycia praw do wschodniego wybrzeża Grenlandii poprzez organizowanie wypraw badawczych oraz zakładanie stacji meteorologicznych .

### Działania norweskie

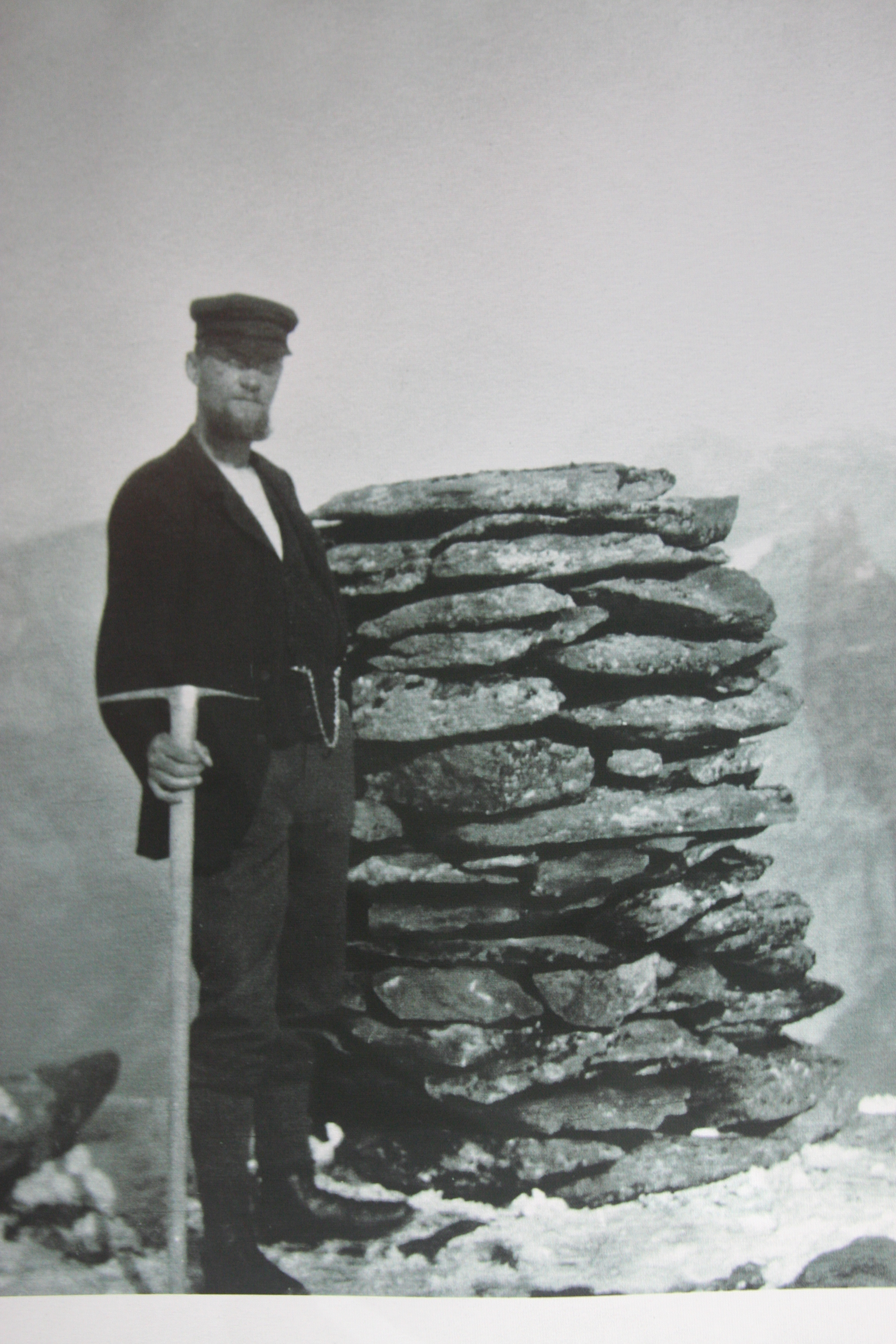
Adolf Hoel podczas prac na Svalbardzie (1906)

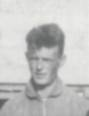
Okupant Ziemi Eryka Rudego, Hallvard Devold

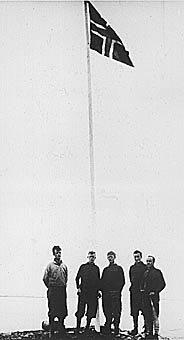
H. Devold wraz z współpracownikami na tle flagi Norwegii

Na początku XX w. odbyła się pierwsza norweska wyprawa zimowa do wschodniej Grenlandii, niedaleko Kulusuk. Kolejne zimowania miały miejsce w 1908 i 1909 roku. W 1922 roku, w zatoce Myggbukta, powstała norweska stacja radiowa i meteorologiczna – Myggbukta, która była również bazą traperską. Stacja ta była pierwszą na Grenlandii i została założona dla Instytutu Geofizycznego z Tromsø. W 1929 roku Norwegia powołała do życia Arktisk Næringsdrift w celu zbadania wschodniej Grenlandii oraz pozyskiwania jej zasobów dla Norwegii . W 1929 roku rząd sfinansował ekspedycję naukową na Grenlandię Wschodnią, a w 1931 roku utworzył tzw. Radę Arktyczną . 24 czerwca 1929 Devold i Hoel założyli firmę Arctic Trading Co. zajmującą się obsługiwaniem stacji meteorologicznej w Myggbukcie, a także zakładaniem sieci traperskich.

### Działania duńskie
W 1929 roku Duńczycy założyli również własną firmę – Østgrønlandsk Fangstkompagni Nanok A/S, która miała ten sam cel co firma norweska .
16 czerwca 1931 roku największa jak dotąd ekspedycja naukowa na Grenlandię Wschodnią wyruszyła z Kopenhagi. Wyprawa liczyła około stu osób i miała trwać ponad trzy lata. W ceremonii opuszczenia nadbrzeża przez statki uczestniczyły tysiące osób oraz premier Danii Thorvald Stauning. Naukowców zabrały statki polarne „Gustav Holm” i „Godthaab”.
Adolf Hoel, jeden z dowodzących badaniami na Svalbardzie, który był wpływowym geologiem oraz kluczową postacią w pracach na Ziemi Królowej Maud, jednoznacznie uważał, że znacznie zwiększy to wpływ Duńczyków na tereny Grenlandii. Tego samego zdania był norweski nacjonalista Gustav Smedal (1888–1951) .

### Aneksja norweska
Norwegia uważała Grenlandię za zamorskie terytorium norweskie i nie uznawała zwierzchnictwa Danii nad niezamieszkanym lądem wyspy. Hallvard Devold (1898–1957), norweski traper, szef jednej z wypraw do Myggbukty, podjął się prywatnej okupacji dużej części niezamieszkanej wschodniej Grenlandii – 27 czerwca 1931 roku Devold wraz z Thorem Halle, Eilifem Herdalem, Sørenem Richterem i Ingvaldem Strømem przybyli do stacji Myggbukta, zaś dwa dni później zawiesili norweską flagę i ogłosili, że tereny pomiędzy 71°30'N a 75°40'N należą do Norwegii. Devold i jego pracownicy działali na zlecenie Adolfa Hoela i Gustava Smedala, a sam Devold brał także udział w opracowaniu planu tego przedsięwzięcia .
W telegramie Devold napisał:
„W obecności Eiliva Herdala, Tora Halle'a, Ingvalda Strøma i Sørena Richtera flaga Norwegii jest dziś podnoszona w zatoce Mygg, a kraina między Karlsbergfjordem na południu i Besselfjordem na północy zajęta została w imię Jego Królewskiej Mości Króla Haakona. Nazwaliśmy ten kraj Ziemią Eryka Rudego”.
Telegram został wysłany do Aftenposten, Dagbladet oraz Tidens Tegn tego samego dnia. Informacja dotarła szybko do Duńczyków, którzy podjęli zdecydowane kroki. 31 czerwca w okolice okupowanych terenów wysłany został Lauge Koch jako oficjalny wysłannik rządu do czasu, gdy sprawa zostanie skierowana do Trybunału w Hadze. Przebywał tam do 8 września, do tego czasu prowadząc również badania złóż węgla we fiordzie Vochstetter okupowanym przez Norwegów.
Początkowo okupacja była prywatna, a rząd norweski dowiedział się o niej dopiero po pewnym czasie. Smedal napisał w swoim dzienniku, że celem prywatnej okupacji było uświadomienie władzom norweskim, że wzrost zainteresowania Danii obszarami może osłabić prawa Norwegii do wschodniej Grenlandii . Po intensywnym lobbowaniu przez Hoela, Smedela i różne grupy interesów, rząd norweski zdecydował się na aneksję tego obszaru 10 lipca 1931 roku . Helge Ingstad (1899–2001), norweski traper i pisarz, został mianowany gubernatorem (norw. Sysselmann) nowego terytorium. Norweski minister obrony w rządzie Pedara Kolstada, Vidkun Quisling, rozkazał norweskiej marynarce wojennej, w razie potrzeby, poprzeć okupację.
Ingstad przybył na Ziemię Eryka Rudego na początku 1932 roku, gdzie spędził zimę 1932/33 roku . Swoją rezydencję umieścił w osadzie Antarctichavn. Norweski poziom aktywności wzrósł po aneksji, między innymi za sprawą dużej wyprawy w 1932 roku, którą odbyto statkiem arktycznym „Polarbjørn” (Niedźwiedź polarny). W wyprawie wzięły również udział dwie grupy ekspedycyjne, których zadaniem było wykonanie zdjęć lotniczych okolicy. Król Haakon VII zaangażował się we wsparcie nowej ziemi. Król uważał, że Dania ma zły wpływ na te tereny i wierzył w pełni w zwycięstwo Norwegii w zajmowaniu Grenlandii. Ekspedycja Arne Hoygaarda i Martin Mehrena wyruszyła na zachodnią czapę polarną terenu. Jeden ze znajdujących się tam lodowców został nazwany Lodowcem Adolfa Hoela.
Latem 1932 roku norweski parowiec „Isbjorn” dotarł do Wschodniej Grenlandii z sześcioosobową wyprawą prowadzoną przez Johna Giaevera i sześcioosobową grupą myśliwską prowadzoną przez Sigurda Tollofsena. Ludzie Giaevera założyli stację radiową w Jonsbu, zaś ekipa Tollofsena stację radiową w Sigurdsheim oraz stacje myśliwskie w Ottostrand i Olestua na północnym brzegu fiordu Ardencaple.
W tym samym czasie na południu Grenlandii brat Hallvarda, Finn, także działał, zakładając pod przewodnictwem Gunnara Horna nowe, norweskie osady oraz domki traperskie oraz nazwaną swoim imieniem stację radiową Finnsbu. Po podniesieniu norweskiej flagi w osadzie Myggbukta, Finn w swojej osadzie wraz z współpracownikami również wciągnął na maszt flagę. Tereny te formalnie podlegały pod administrację Ziemię Eryka Rudego, lecz traktowane były jako oddzielny fragment Grenlandii i spór nie był o nie toczony, także dlatego iż nie prowadzono tam stricte okupacji, a jedynie badania i połowy. Po tym, gdy zapadł werdykt nakazujący Norwegii zwrot okupowanych ziem, flaga została zdjęta, sprzęt zabrany przez ekipę okupującą, a zabudowania porzucone.
Latem, po zajęciu Ziemi Eryka Rudego, Norwegia zajmowała również obszary dalej na południu Grenlandii, między 60° 30'N a 63° 40'N. Obszary te nazwano na cześć norweskiego noblisty Fridtjofa Nansena Ziemią Fridjtofa Nansena.

## Przekazanie sprawy okupacji do Trybunału Sprawiedliwości

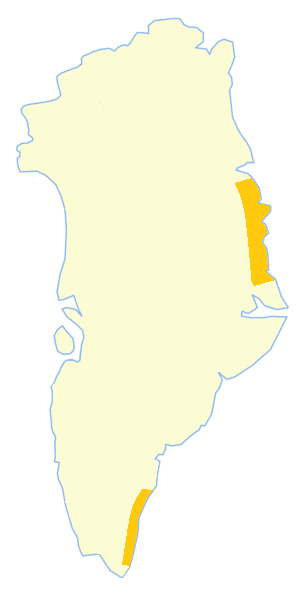
Zaznaczone na żółto tereny Ziemi Eryka Rudego (na północy) oraz tereny zajmowane równolegle przez Fina Devolda w latach 1931-1933 (na południu)

Tego samego dnia, w którym Norwegia ogłosiła, że Ziemia Eryka Rudego należy do Norwegii, Dania wniosła sprawę do Stałego Trybunału Sprawiedliwości Międzynarodowej w Hadze. Sprawa została oficjalnie przyjęta 13 lipca 1931 roku. Ze strony norweskiej w postaci delegatów na rozprawy zadeklarowali się zarówno Hoel, jak i Smedal, zaś Dania wysłała między innymi naukowca polarnego Lauge Kocha (1892–1964).

## Werdykt
Wyrok ogłoszono 5 kwietnia 1933 roku. Stały Trybunał Sprawiedliwości Międzynarodowej wydał wyrok stosunkiem głosów 12 do 2 na rzecz Danii. Spośród dwóch sędziów, którzy nie poparli Danii, znaleźli się sędziowie z Norwegii oraz Włoch, którzy nie zgodzili się z uzasadnieniem podanego wyroku. Norwegia wycofała gubernatora Helge Ingstada oraz nakazała opuścić mu osadę wraz ze współpracownikami delegowanymi do pomocy z zarządzaniu Ziemią Eryka Rudego. Dania mianowała wtedy Ejnara Mikkelsena na inspektora dla wschodniej Grenlandii.
Dania przemianowała „Ziemię Eryka Rudego” na Ziemię Chrystiana X. Norwegia przyjęła werdykt sądu i zakończyła okupację 5 kwietnia 1933 roku . Król Haakon bardzo mocno odczuł porażkę swojego kraju w Hadze, otoczenie króla obawiało się o jego zdrowie. Adolf Hoel zarzucił norweskim władzom, że wykazywały niewielką wolę i odwagę, by śledzić poczynania w Arktyce. Ingstad dowiedział się o utracie posady gubernatora Ziemi Eryka Rudego drogą telegraficzną. Niedługo później został mianowany gubernatorem Svalbardu.

## Po okupacji

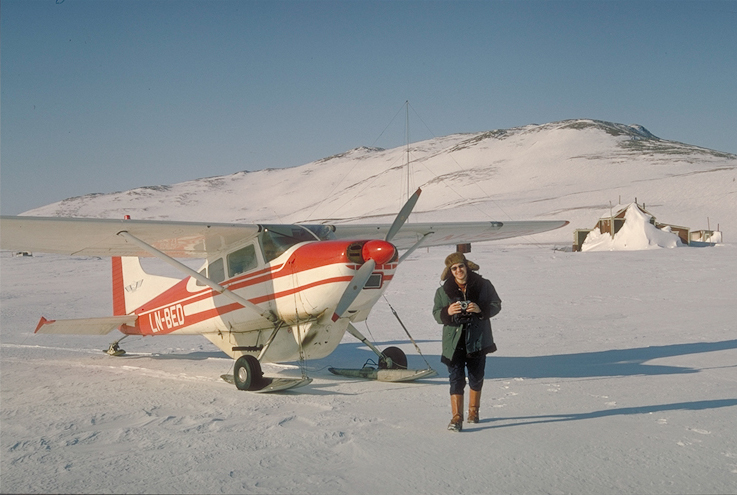
Przystosowana do warunków grenlandzkich Cessna 185 obok pozostałości osady w Myggbukcie (1973)

Po werdykcie w Hadze norweskie zainteresowanie Grenlandią zmalało – arena badań naukowych straciła na znaczeniu, a wyprawy nie były traktowane tak priorytetowo jak wcześniej. Norwegia nie zakwestionowała prawa Danii do całej Grenlandii lub jej części. Podczas drugiej wojny światowej Grenlandia zyskała strategiczne znaczenie. Oprócz mniej lub bardziej udanych lokalizacji małych stacji pogodowych na wyspie, Niemcy nie zajęły nawet jej części, mimo że okupowały Danię. Stany Zjednoczone zajęły wyspę wiosną 1941 roku. Środowisko wokół Gustava Smedala i Adolfa Hoela próbowało dotrzeć bezpośrednio do Vidkuna Quislinga (1887–1945), przywódcy faszystowskiej partii Nasjonal Samling i przekonać do ponownej ingerencji Norwegii w terytoria Grenlandii. Wiosną 1941 roku Quisling ogłosił plany wysłania 100 traperów na Ziemię Króla Chrystiana X w celu ponownego utworzenia Ziemi Eryka Rudego. Niemcy nie byli jednak zainteresowani otwarciem nowego frontu na Grenlandii.
W 1959 roku działalność Norwegii we wschodniej Grenlandii została zawieszona, a arktyczny statek żaglowy „Polarsel” zabrał do Norwegii znajdujących się tam ludzi i sprzęt.